# 2010 en natation
| Années de la natation : 2007 - 2008 - 2009 - 2010 - 2011 - 2012 - 2013    |
| Décennies de la natation : 1980 - 1990 - 2000 - 2010 - 2020 - 2030 - 2040 |

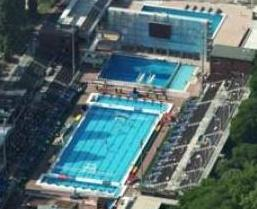

Les faits marquants de l'année 2010 en natation : natation sportive, natation synchronisée, plongeon et water-polo.

## Calendrier international
- de janvier à octobre : coupe du monde de marathon de natation 10 km FINA 2010.
- 19 au 30 mars : Jeux sud-américains de 2010 à Medellín (Colombie).
- juin : Mare Nostrum 2010.
- 7 au 18 juillet : championnats d'Europe juniors de natation 2010 à Helsinki et Tampere (Finlande).
- 15 au 23 juillet : championnats du monde de nage en eau libre 2010 à Roberval (Canada).
- 18 juillet au 1er août : Jeux d'Amérique centrale et des Caraïbes 2010 à Mayagüez (Porto Rico).
- 4 au 15 août : championnats d'Europe de natation 2010 à Budapest (Hongrie).
- 15 au 22 août : natation et plongeon aux Jeux olympiques de la jeunesse d'été de 2010 à Singapour.
- 18 au 22 août : championnats pan-pacifiques 2010 à Irvine (États-Unis).
- de septembre à novembre : coupe du monde de natation FINA 2010.
- 4 au 13 octobre : natation aux Jeux du Commonwealth de 2010 à New Delhi (Inde).
- 12 au 27 novembre : Jeux asiatiques de 2010 à Guangzhou (Chine).
- 25 au 28 novembre : championnats d'Europe de natation en petit bassin à Eindhoven (Pays-Bas)[1].
- 15 au 19 décembre : championnats du monde de natation en petit bassin à Dubaï (Émirats arabes unis).

## Événements

### Janvier
- 1er janvier en natation sportive : entrée en vigueur de nouvelles règles de la Fédération internationale de natation : interdiction des combinaisons et introduction de nouveaux plots. Sur ceux-ci, un plan incliné peut être adapté pour reposer le pied arrière au moment du départ[2].

### Avril
- 14 avril :
  - aux championnats de France, Frédérick Bousquet remporte la finale du 50 mètres nage libre en 21 min 71 s , meilleure performance mondiale de l'année 2010[3] et, d'après lui, le second temps réalisé en maillot de bain après le record du monde d'Aleksandr Popov (21 min 64 s en 2000)[4].
  - Aux championnats du Japon, Kōsuke Kitajima réalise la meilleure performance de l'année en 50 mètres brasse en 27 s 30. Il établit également un nouveau record du Japon[5].
- 17 avril : aux championnats de France, Yannick Agnel bat le record de France de natation messieurs du 200 mètres nage libre en 1 min 46 s 35 lors des demi-finales. Il bat de dix-neuf centièmes le record établi en 2008 par Amaury Leveaux[6].
- 20 et 21 avril : troisième et dernière étape des Séries mondiales de plongeon à Veracruz, au Mexique. Après la première étape à Qingdao, en Chine, la ville accueillait également la seconde étape les 16 et 17 avril et remplace la ville britannique de Sheffield (compétition prévue les 23 et 24 avril) à cause des répercussions sur le trafic aérien européen de l'éruption de l'Eyjafjöll, en Islande[7].
- 21 avril : fin des Séries mondiales de plongeon. Au cumul des trois étapes de compétition, les huit catégories sont remportées par des plongeurs de la Chine[8].
- 22 avril : inauguration du nouveau siège de la Ligue européenne de natation à Luxembourg[9].

### Juillet
- 14 au 18 juillet : épreuves de natation sportive des championnats d'Europe juniors de natation 2010, à Helsinki, en Finlande. Le Français Yannick Agnel et l'Allemande Silke Lippok remporte chacun cinq médailles d'or, courses en relais incluses. Agnel réalise également la deuxième performance mondiale de l'année en 400 mètres nage libre (3 min 46 s 26)[10].

### Août
- 4 au 15 août : épreuves de natation sportive des championnats d'Europe de natation 2010, à Budapest, en Hongrie. Le Français Camille Lacourt établit un nouveau record d'Europe du 100 mètres dos en 52 secondes 11 centièmes.

### Septembre
- 26 septembre : la Fédération internationale de natation désigne la ville de Barcelone, en Espagne, pour organiser les Championnats du monde de natation 2013 pour remplacer la ville de Dubaï initialement désignée en juillet 2009[11].

### Octobre
- 23 octobre : lors de la dernière étape de la Coupe du monde de marathon de natation 10 km FINA 2010, à Fujaïrah, Francis Crippen meurt pendant la compétition[12].

### Novembre
- 25 au 28 novembre : au cours des Championnats d'Europe de natation en petit bassin 2010 à Eindhoven (Pays-Bas), les frères allemands, Steffen et Markus Deibler, remportent respectivement quatre et trois médailles d'or et une d'argent chacun. Les Néerlandaises Ranomi Kromowidjojo et Inge Dekker gagnent également quatre titres chacune. Un record d'Europe est battu par le Russe Stanislav Donets en 50 mètres dos (22 secondes 74)[13].
- 27 novembre : à Eindhoven (Pays-Bas), la Ligue européenne de natation et LEN Magazine remettent leurs prix annuels des « Athlètes aquatiques européens de l'année ». Sont honorés le Français Camille Lacourt, seul record d'Europe établi en 2010, et la Suédoise Therese Alshammar en natation sportive, l'Italien Valerio Cleri et la Néerlandaise Linsy Heister en nage en eau libre, la Russe Natalia Ishchenko en natation synchronisée, l'Ukrainien Illya Kvasha et l'Allemande Christin Steuer en plongeon[14].

### Décembre
- 15 au 19 décembre : lors des Championnats du monde de natation en petit bassin 2010, à Dubaï, aux Émirats arabes unis, quatre records du monde en bassin de 25 mètres sont battus. Deux individuels sont réalisés par Ryan Lochte (États-Unis) en 200 mètres et 400 mètres 4 nages. Les records du relais 4 fois 200 mètres nage libre sont battus : par l'équipe de chinoise pour les dames et par l'équipe russe pour les messieurs.

## Principaux décès
- Le 3 janvier : Takis Michalos, joueur grec de water-polo, gardien de but de l'Olympiakós de 1962 à 1975, puis entraîneur en club et des équipes nationales grecques jusqu'au début des années 2000.
- Le 11 avril : Jean Boiteux, champion olympique du 400 mètres nage libre aux Jeux de 1952, seul champion olympique français de la discipline jusqu'en 2004[15].
- Le 23 octobre : Francis Crippen meurt en compétition lors de la dernière étape de la Coupe du monde de marathon de natation 10 km FINA 2010, à Fujaïrah[12].